# جيري إيفانز
جيري إيفانز (بالإنجليزية: Jerry Evans)‏ هو لاعب كرة قدم أمريكية أمريكي، ولد في 28 سبتمبر 1968 في لورين في الولايات المتحدة.

## وصلات خارجية
- جيري إيفانز على موقع مرجع كرة القدم المحترفة.كوم (الإنجليزية)